# Per Mertesacker
Per Mertesacker (nascut el 29 de setembre de 1984 a Pattensen, Hannover, Baixa Saxònia, Alemanya) és un futbolista professional alemany, que juga com a defensa per l'Arsenal FC i per Alemanya.

## Biografia
Mertesacker, nadiu de Hannover, va debutar a la Bundesliga alemanya amb el Hannover 96 l'any 2003, club de la seva ciutat natal en el qual s'havia criat futbolísticament. L'any 2006 va ser traspassat al Werder Bremen. L'estiu del 2011 es va confirmar que Mertesacker fitxava per l'Arsenal FC per 4 anys.

## Internacional
Jürgen Klinsmann faria jugar a Mertesacker per primera vegada en el combinat nacional el 9 d'octubre de 2004, contra Selecció de futbol de l'Iran.
El 8 de maig de 2014 va ser inclòs pel seleccionador alemany Joachim Löw a la llista preliminar de 30 jugadors per la fase final del mundial de 2014. Posteriorment, el juny de 2014 fou ratificat com un dels 23 seleccionats per representar Alemanya a la Copa del Món de Futbol de 2014 al Brasil.

### Participacions en Copes del Món
| Mundial                        | Seu        | Resultat    |
| ------------------------------ | ---------- | ----------- |
| Copa Mundial de Futbol de 2006 | Alemanya   | Tercer Lloc |
| Copa Mundial de Futbol de 2010 | Sud-àfrica | Tercer Lloc |

## Clubs
| Club          | País     | Any         |
| ------------- | -------- | ----------- |
| Hannover 96   | Alemanya | 2003 - 2006 |
| Werder Bremen | Alemanya | 2006 -      |

## Palmarès
- Supercopa Alemanya de 2009